# Кротков Євген Сергійович
Євген Сергійович Кротков (24 червня 1913, місто Москва, тепер Російська Федерація — ?) — радянський державний діяч, голова Ставропольського крайвиконкому. Депутат Верховної ради РРФСР 3-го скликання. Депутат Верховної ради СРСР 5-го скликання.

## Біографія
Закінчив Московський зоотехнічний інститут.
З жовтня 1935 року служив у Червоній армії.
Після демобілізації — зоотехнік, інспектор земельного відділу. Член ВКП(б) з 1940 року.
До 1941 року — викладач зоотехнічного інституту.
З 1941 року — начальник Орджонікідзевського крайового управління тваринництва.
На 1945—1951 роки — начальник Ставропольського крайового земельного відділу, начальник Ставропольського крайового управління сільського господарства.
До липня 1956 року — заступник голови виконавчого комітету Ставропольської крайової ради депутатів трудящих.
У липні 1956 — 1960 року — голова виконавчого комітету Ставропольської крайової ради депутатів трудящих.
Подальша доля невідома.

## Звання
- старший лейтенант адміністративної служби

## Нагороди
- орден Леніна
- орден Червоної Зірки (10.09.1945)
- медаль «За трудову доблесть»
- медаль «За оборону Кавказу»
- медаль «За перемогу над Німеччиною у Великій Вітчизняній війні 1941—1945 рр.» (1945)
- медалі